# Кливлендский институт музыки

Логотип

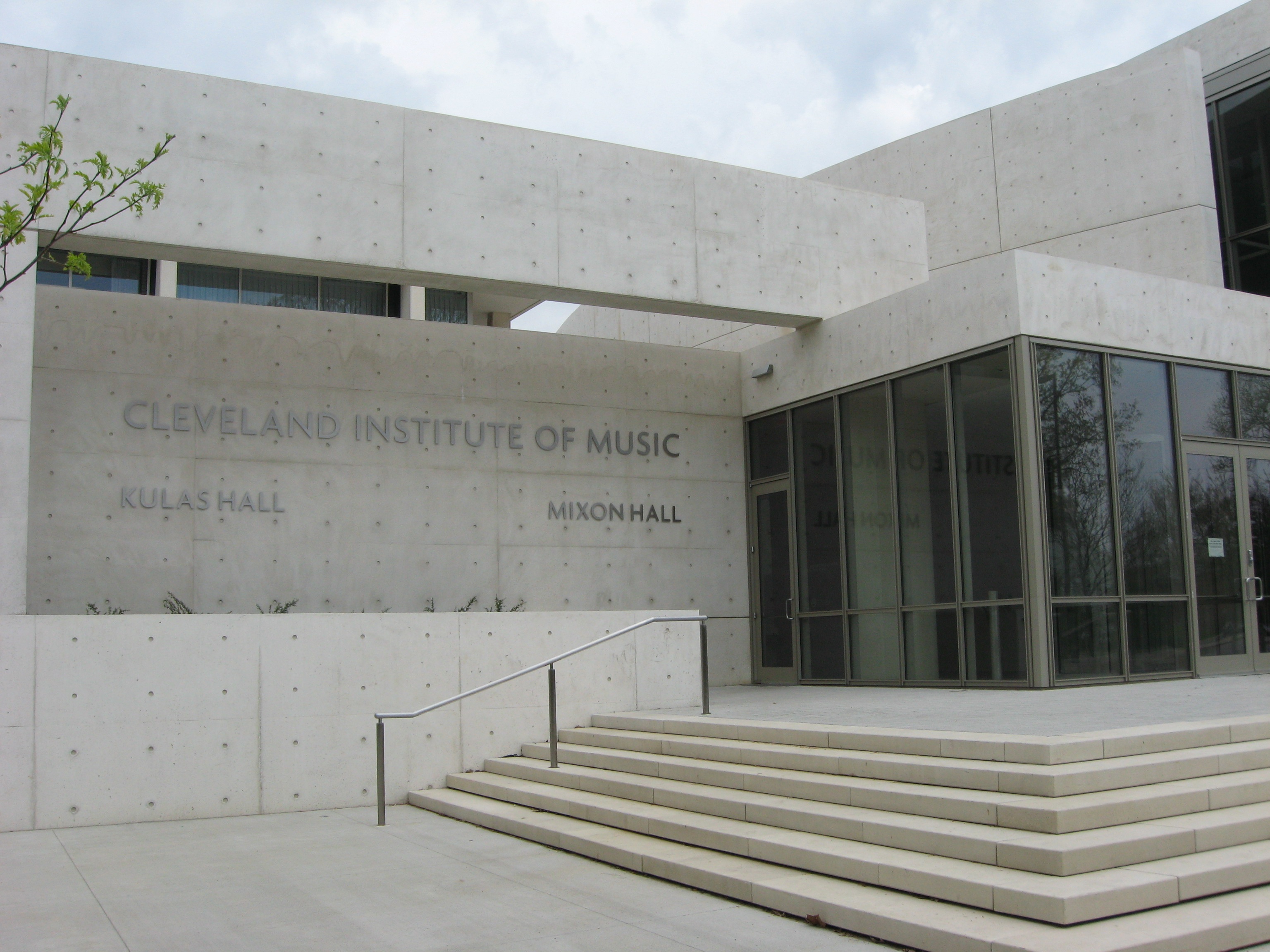

Кливлендский институт музыки (англ. Cleveland Institute of Music) — частная консерватория в Кливленде (США). Основана в 1920 году, первым директором был композитор и скрипач Эрнест Блох. Ядро современного профессорско-преподавательского состава консерватории составляют музыканты Кливлендского оркестра.
Консерватория обучает студентов по специальностям:
- музыкальный исполнитель (все академические инструменты, а также клавесин, орган и вокал);
- композиция;
- симфоническое дирижирование
- концертмейстер (collaborative piano).

Специальные курсы:
- звукорежиссура;
- ритмика по методу Далькроза;
- музыкальное обучение детей по методу Судзуки.

По соглашению консерватории с частным университетом Кейс Вестерн Резерв студенты консерватории имеют право бесплатного посещения университетских лекций. Первые два года студенты консерватории обязаны проживать в консерваторском общежитии (т.наз. Cutter House), в дальнейшем — в домах за пределами кампуса.
Минимальная плата за обучение по состоянию на 2015-16 учебный год составляет $45700. Ежегодно зачисляются около 450 студентов, из них 25 % иностранцы, 75 % резиденты США.
Среди знаменитых выпускников гитарист Джим Холл.